# 近本光司
近本 光司（ちかもと こうじ、1994年11月9日 - ）は、兵庫県津名郡東浦町（現：淡路市）出身のプロ野球選手（外野手）。左投左打。阪神タイガース所属。
セ・リーグにおける新人安打数記録の保持者(2019年、159安打、NPB史上歴代2位)。また、NPB史上歴代3位タイとなる通算5度の盗塁王を獲得している。
また、出場861試合目で通算1000安打を達成。阪神の生え抜き選手では藤村富美男の864試合を抜いて、最速となった。
2019年のオールスターゲームでは古田敦也以来2人目となるサイクル安打を達成した。

## 経歴

### プロ入り前
東浦町（現：淡路市）立学習小学校2年時に軟式野球チームの「仮屋クラブ」に入団し野球を始める。淡路市立東浦中学校時代は同校の軟式野球部に所属。小・中学時代の同期に山本大貴がいた。
兵庫県立社高等学校には投手として入学するも、2年秋までは体力作りの一環として外野手としてプレー。1年秋からベンチ入りし、2年春には主力として県大会で準優勝を経験。2年秋からは投手へ再転向するも、試合への出場は主に外野手としてであった。3年夏には、2番手投手・3番打者として県ベスト8入りに貢献。春・夏とも甲子園出場はなし。高校の2学年下には辰己涼介がいた。
関西学院大学法学部進学も投手としてであったが、チーム事情や肩肘の故障の影響もあり3年から正式に外野手へ転向。同年春にリーグ最多の10盗塁を記録しベストナインを獲得した。4年秋には東克樹から3点本塁打を打っている。関西学生リーグ30試合出場、122打数43安打、打率.352、2本塁打、16打点、13盗塁を記録。
大阪ガスでは1年目からレギュラーとして活躍し、同年の都市対抗野球に三菱重工神戸・高砂の補強選手として本戦に出場した。翌年の都市対抗野球では準決勝・JR東日本戦で板東湧梧から決勝弾を打つなどチームの優勝に貢献、首位打者（.524）と橋戸賞を獲得した。8月には2018年アジア競技大会に出場する日本代表にも選出され、準優勝に貢献した。
社業では業績が高く、社業一本に絞れば重役昇進も有り得ると関係者から評価された。そのため、彼が後にプロ入りした際は野球部としての損失ではなく会社としての損失だと嘆かれた。2018年の夏の終わり頃、雑誌のドラフト特集号の取材で記者が大阪ガスのグラウンドに行った時、野球部のある幹部が「社業が延びて取材に遅れるなんて、近本が初めてじゃないですか」という話をしていた。
2018年のドラフト会議で藤原恭大、辰己涼介の抽選を外したのちに阪神タイガースから1位指名を受けた。契約金1億円+出来高払い5000万円、年俸1500万円で仮契約（金額は推定）。背番号は5。担当スカウトは畑山俊二。
ドラフト会議後の社会人野球日本選手権では、開幕2戦目となった鷺宮製作所戦で3安打を記録し勝利に貢献するも、2回戦のHonda鈴鹿戦で敗れる。

### 阪神時代

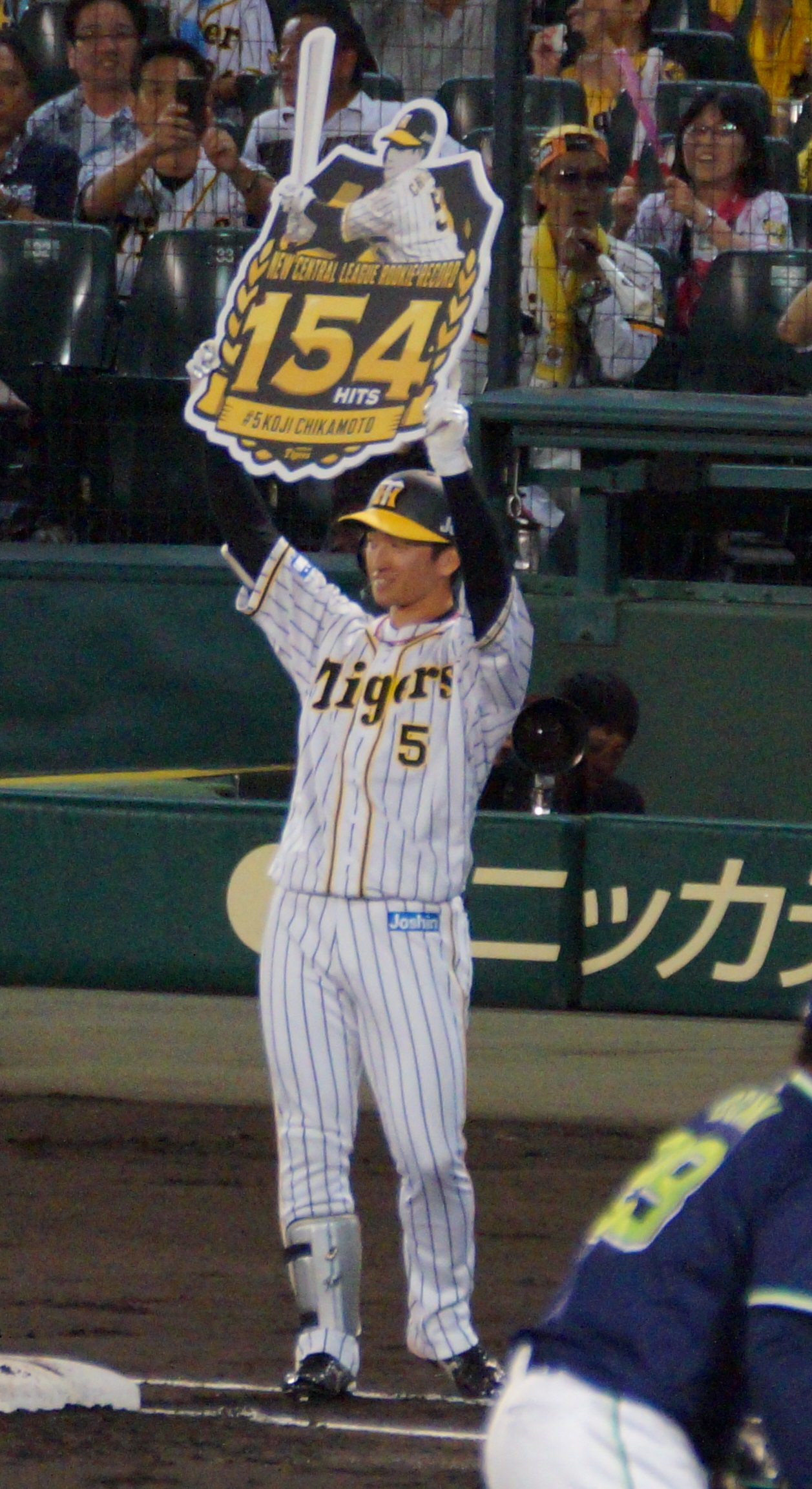
シーズン154安打達成時（2019年9月19日）

2019年、新人からは木浪聖也、齋藤友貴哉とともに沖縄県宜野座村での一軍春季キャンプに参加。キャンプ、オープン戦を通じて存在感を示し、オープン戦終了時点で矢野燿大監督が開幕戦での先発起用を明言するに至った。実際に、開幕戦となった3月29日の対東京ヤクルトスワローズ戦（京セラドーム大阪）で「2番・中堅手」として開幕先発出場を果たすと（詳細後述）、1点ビハインドで迎えた6回裏の第3打席にて、ヤクルト先発の小川泰弘から同点適時三塁打を打ってプロ入り後初安打・初打点を記録した。阪神の新人選手による開幕戦での安打は2016年の髙山俊以来3年ぶり、打点は1956年の大津淳以来63年ぶりの出来事。その後、打率が1割台に落ち込むなど調子が上がらずスタメン落ちも経験したが、4月11日の対横浜DeNAベイスターズ戦（阪神甲子園球場）で代打出場しプロ入り後初本塁打を打つと、これをきっかけにスタメンに復帰。「1番・中堅手」に定着して好調を維持し、4月18日の対ヤクルト戦（明治神宮球場）から5月2日の対広島東洋カープ戦（甲子園）までの13試合連続で安打を記録し球団新人記録を更新した他、その間の4月25日の対DeNA戦（横浜スタジアム）では、決勝の4号本塁打を打って4月中の球団新人最多本塁打記録を更新した。オールスターゲームにセ・リーグ外野手部門のファン投票2位で選出されると、第1戦（7月12日）に代走で初出場し初盗塁を記録、甲子園での第2戦（7月13日）では「1番・中堅手」として先発出場し、史上初の新人による先頭打者本塁打及び史上2人目のサイクル安打を含む最多タイ記録の5打数5安打を記録してMVPに選出された。後半戦に入っても先発出場を続け、9月5日の対DeNA戦（横浜）でシーズン137本目の安打を打ち2016年の高山が記録した球団の新人安打記録を更新すると、同12日の対ヤクルト戦（甲子園）で、球団の新人では2001年の赤星憲広以来18年ぶり2人目となるシーズン30盗塁に到達。16日の対読売ジャイアンツ戦（東京ドーム）ではシーズン41度目の複数安打を記録して坪井智哉（1998年）の球団新人記録を更新し、19日の対ヤクルト戦（甲子園）でシーズン154本目となる安打を打って長嶋茂雄（1958年）が保持していたセ・リーグ新人安打記録を更新した。最終的に新人としては歴代3位となるシーズン159本の安打を記録。142試合に出場して打率.271、9本塁打、42打点、36盗塁の成績を残し、新人として2001年の赤星以来NPB史上2人目、球団では2005年の赤星以来14年ぶりとなる盗塁王を獲得した。11月26日、新人王は東京ヤクルトスワローズの村上宗隆に39票差と逃したものの、特別賞を受賞した。12月6日、3000万円増の推定年俸4500万円で契約を更改した。
2020年、矢野監督の近本を2番で使いたいという考えから、6月19日の開幕戦に「2番・中堅手」として先発出場するも無安打。翌日の試合も無安打に終わったため、開幕3戦目には「1番・中堅手」での先発出場となった。その後も打撃不振は続き、7月の終盤まで打率は1割台に落ち、数試合スタメンを外されることもあった。8月1日に4打数3安打の活躍を見せると、そこから13試合連続安打を記録し月間打率.352を記録する復活を果たした。9月15日からの巨人3連戦では合計で4本の本塁打を打つなど巨人戦での強さも光った。その後は不振に陥ることもなく最終的には打率.293、9本塁打、45打点、31盗塁の成績を残し、2年連続となる盗塁王を獲得した。前年.230と低かった得点圏打率はリーグ2位の.352と改善。守備面では送球の不安定さを指摘されることもあったが、中堅手両リーグトップのUZR19.1を記録し大きく貢献するなど、成長を見せた。オフに阪神の選手会長に就任し、3000万円増の推定年俸7500万円で契約を更改した。
2021年、開幕から不調を極め一時は打率.045まで低下したが、その後は持ち直しシーズン折り返し前には打率3割近くまで一気に上昇させる。自身2回目のオールスターゲームにセ・リーグ外野手部門のファン投票2位で選出されると、7月16日の第1戦（メットライフドーム）に「9番・中堅手」で先発出場し、2安打を記録。それによりロベルト・ペタジーニが持っていたオールスターゲーム6打数連続安打を更新し、7打数連続安打を記録した。さらに、オールスターゲーム史上初となる申告敬遠を記録した。これらの活躍により、敢闘賞を受賞した。10月21日の中日戦で、走塁時に右ハムストリングを傷め途中交代。翌23日の広島戦を欠場し、2019年4月11日から続いていた連続試合出場が392でストップした。最終的にシーズン通算で140試合に出場し、打率.313（リーグ4位）、10本塁打、50打点、24盗塁（リーグ2位）を記録し、共に自身初となる打率3割と2桁本塁打を達成した。また、安打数は178本を記録し、阪神の選手ではマット・マートン（2013年）以来8年ぶり、阪神の日本人選手に限れば1994年のタイトル制定後では初となる最多安打のタイトルを獲得した。さらにはいずれも自身初となるベストナイン、ゴールデングラブ賞を受賞。12月17日、前年から倍増となる推定年俸1億5000万円で契約を更改した。
2022年は開幕から不振で3月は打率.200、4月は同.239と低打率に苦しんだ。それ以降はリードオフマンの座を中野拓夢に明け渡し、自身は主に3番を務めた。5月22日の対巨人戦で球団史上14人目となる通算100盗塁を記録。6月に入ると本来のバッティングを取り戻し、打率を3割台まで上昇させた。7月6日の対広島戦（甲子園球場）の4回裏に中前打を打ち、新人年から4年連続でのシーズン100安打、球団記録に並ぶ30試合連続安打を記録した。翌日に記録はストップしたものの、同月8日のヤクルト戦で開幕から368打席目にしてようやくシーズン初本塁打を打った。どちらも2年連続2度目となるゴールデングラブ賞、ベストナインを受賞した。12月7日には2000万円増の推定年俸1億7000万円で契約を更改した。
2023年、4月は1日の対DeNA戦（京セラ）で5-5の同点で迎えた延長12回二死満塁の打席で山﨑康晃から自身初のサヨナラ安打、12日の対巨人戦（東京ドーム）では延長10回一死三塁の打席で高梨雄平から決勝適時打を放った。6月30日の対巨人戦（東京ドーム）では1回表に戸郷翔征から通算10本目の初回先頭打者本塁打を放つが、これがNPBにおける令和通算6000本塁打となった。7月に死球を受け肋骨骨折による離脱もあったが、8月5日の対DeNA戦（横浜）では1958年の辰市邦輔以来、球団65年ぶりの1試合4安打と3盗塁を同時に記録した。シーズン通算では129試合に出場し、打率.285、8本塁打、54打点の成績を残し、28盗塁で2年連続4度目の最多盗塁者賞を獲得。2021年の最多安打を含め、新人から5年連続の個人タイトル獲得は赤星以来、史上2人目の快挙。83得点も岡本和真（巨人）と並んでリーグ最多を記録。67四球、12三塁打、出塁率.379はいずれもキャリアハイを記録した。オリックスとの日本シリーズでは29打数14安打、打率.483という驚異的な成績で最高殊勲選手賞（MVP）に選出され、38年ぶりの日本一に貢献。「ゴールデングラブ賞」と「ベストナイン」は3年連続3度目の受賞となり、2023年度若林忠志賞の受賞者となる。11月30日には3年間務めた選手会長を退任し、後任を中野拓夢が務めることが決定した。12月9日の契約更改で1億5000万円増の3億2000万円でサイン。阪神最速の3億円超えとあわせ6年目を迎える外野手としては吉田正尚の2億8000万円、柳田悠岐の2億7000万円、イチローの2億6000万円などを上回りNPB史上最高額となった。
2024年、4月4日の対DeNA戦（京セラ）で3回一死に二盗を成功させ、通算150盗塁に到達。5月は10日の対DeNA戦（横浜）で1回表に東克樹から初回先頭打者本塁打、翌11日の同一カードでは3回二死満塁の打席で中川颯から放った自身初の満塁本塁打を含む自己最多の1試合6打点を記録するも、チームは9-11で敗れた。15日の対中日戦（バンテリンドーム ナゴヤ）では両者無得点で迎えた延長11回一死三塁の打席で齋藤綱記から決勝適時打を放ち、1-0で勝利に貢献した。6月は1日の対千葉ロッテマリーンズ戦でプロ入り初めて4番打者として先発出場。7日の対埼玉西武ライオンズ戦（甲子園）で6回二死二・三塁の打席で田村伊知郎から2点適時三塁打を放ち、4番打者で初打点を記録した。7月9日の対ヤクルト戦（甲子園）では1点を追う9回二死満塁の打席で田口麗斗から球団で2試合連続逆転サヨナラ勝ちとなる逆転サヨナラ2点適時打を放った。8月は25試合に出場して自己最多となる39安打を放ち、月間打率.390の成績で自身初の大樹生命月間MVP賞を初受賞した。9月21日の対DeNA戦で3回に中前打を放ち、プロ6年目以内の通算安打数を927とし、長嶋茂雄を抜いて歴代1位となり、年間では160安打でリーグ2位を記録した。さらに19盗塁で5度目の盗塁王となり（1950年の2リーグ制以降、セ・リーグでは最少盗塁数の盗塁王）、入団から6年連続のタイトル獲得を果たした。
2025年、6月7日の対オリックス戦（甲子園）で、1点リードの7回一死二塁に適時二塁打を放ち、通算1000安打を達成。また、861試合目での達成は、藤村富美男を抜き、球団日本人最速となった。8月15日の対巨人戦（東京ドーム）では、長嶋茂雄以来史上2人目となる新人から7年連続130安打を達成した。

## 選手としての特徴
走攻守全てが考慮された総合指標WARにおいて2020年と2023年にリーグ1位を記録した。打撃では最多安打、走塁では盗塁王、守備ではゴールデングラブ賞を獲得した経験がある。

### 打撃
バットコントロール能力が高く、他選手をしてヒットメーカーとして広く認められる中距離打者。投手から野手に転向したのは大学2年生の時と遅かったものの、2年後の大学4年秋にリーグ戦打率.474、社会人時代は二大大会通算打率.413を記録し、著しい成長を見せた。内野安打が多くセーフティバントも上手い。
プロ3年目で最多安打を獲得、これによりシーズン200安打を目標にもしている。連続試合安打を10本以上記録する確実性などを持っているが、俗に言うエンジンがかかるのが遅い「スロースターター」といわれることもある。出塁率も高く、これも10試合以上連続で記録している。2022年4月24日の対ヤクルト戦で通算500安打を達成した。2022年5月28日〜同年7月6日にかけて記録した30試合連続試合安打は、マートンに並び球団連続試合安打1位タイの記録である。井川慶は近本について、1試合の中での修正力が高く、「とにかく穴がない選手」と評している。

### 走塁
50m5秒8を記録する球界屈指の俊足を武器に、盗塁王を5度獲得。プロ入り後3年は盗塁成功率70%台にとどまったが4年目には85.7%と改善している。

### 守備
球界屈指の守備範囲の広さを誇る。データ分析による守備指標UZRにおいて、2020年、2021年と2年連続中堅手リーグ1位を記録。2019年にはリーグ最多の補殺を記録した。

## 人物
主な愛称は「チカ」。大学時代は自身が驚異的な俊足の持ち主として他チームから恐れられたことから野球ゲーム『プロ野球ファミリースタジアム』に登場する超俊足キャラクターにちなんで「ピノ」と呼ばれていた。プロ入り後は開幕直後に弱く、尻上がりに調子を上げる傾向にあり、一部のファンから『ポケットモンスター』に登場するゲーム開始から一定期間、能力が下がるキャラクターにちなんで「レジギガス近本」とも呼ばれている。自身もレジギガスと呼ばれていることは認識しており、2021年のオールスターゲーム出場の感想を綴った自身のInstagramへの投稿の末尾には、決意として「＃レジギガス ＃脱却」と記している。また、2021年オフには自身の専属トレーナーからレジギガスの人形をプレゼントされ、「レジギー」と名付けて自主トレに持ち込んでいる。
名前の「光司」は元横綱の貴乃花光司にあやかって名付けられた。
大学入学当初は勉強で苦労した。フランス文学を研究していた関谷一彦教授のゼミに所属し、「フランスで野球を流行させるには」というテーマで卒論を書いた。
大阪ガスでは法人住宅営業部に所属。在職中の2018年3月に、中学時代の同級生だった女性と結婚している。阪神への入団が決まった同年12月に挙式。2019年7月に第1子の長女が誕生。なお、妻はアスリートフードマイスターの資格を持ち、食事面からも近本を支えている。
プロ1年目として迎えた2019年の開幕戦において、「2番・中堅手」として同じく新人の木浪聖也（1番・遊撃手）とともに先発出場を果たした。阪神の新人選手2人による開幕戦先発出場は1972年の中村勝広・望月充以来47年ぶりの出来事であり、1番打者・2番打者としての出場は球団史上初。
赤星憲広を尊敬している。
ドラフト同期で同い年の木浪と仲が良く、2人のコンビはファンやマスコミから「キナチカ」と呼ばれている。
左利きだが、字を書く時は右手。

## 詳細情報

### 年度別打撃成績
| 年 度     | 球 団     | 試 合 | 打 席 | 打 数 | 得 点 | 安 打 | 二 塁 打 | 三 塁 打 | 本 塁 打 | 塁 打 | 打 点 | 盗 塁 | 盗 塁 死 | 犠 打 | 犠 飛 | 四 球 | 敬 遠 | 死 球 | 三 振 | 併 殺 打 | 打 率 | 出 塁 率 | 長 打 率 | O P S |
| --------- | --------- | ----- | ----- | ----- | ----- | ----- | -------- | -------- | -------- | ----- | ----- | ----- | -------- | ----- | ----- | ----- | ----- | ----- | ----- | -------- | ----- | -------- | -------- | ----- |
| 2019      | 阪神      | 142   | 640   | 586   | 81    | 159   | 20       | 7        | 9        | 220   | 42    | 36    | 15       | 14    | 3     | 31    | 2     | 6     | 110   | 2        | .271  | .313     | .375     | .689  |
| 2020      | 阪神      | 120   | 519   | 474   | 81    | 139   | 21       | 5        | 9        | 197   | 45    | 31    | 8        | 7     | 1     | 30    | 2     | 7     | 61    | 4        | .293  | .344     | .416     | .759  |
| 2021      | 阪神      | 140   | 612   | 569   | 91    | 178   | 33       | 5        | 10       | 251   | 50    | 24    | 7        | 4     | 2     | 33    | 0     | 4     | 58    | 6        | .313  | .354     | .441     | .795  |
| 2022      | 阪神      | 132   | 580   | 525   | 71    | 154   | 16       | 3        | 3        | 185   | 34    | 30    | 5        | 6     | 1     | 41    | 0     | 7     | 63    | 7        | .293  | .352     | .352     | .704  |
| 2023      | 阪神      | 129   | 585   | 501   | 83    | 143   | 24       | 12       | 8        | 215   | 54    | 28    | 3        | 0     | 5     | 67    | 2     | 12    | 71    | 6        | .285  | .379     | .429     | .809  |
| 2024      | 阪神      | 141   | 639   | 562   | 71    | 160   | 16       | 5        | 6        | 204   | 45    | 19    | 9        | 0     | 4     | 68    | 5     | 5     | 93    | 7        | .285  | .365     | .363     | .728  |
| 通算：6年 | 通算：6年 | 804   | 3575  | 3217  | 478   | 933   | 130      | 37       | 45       | 1272  | 270   | 168   | 47       | 31    | 16    | 270   | 11    | 41    | 456   | 32       | .290  | .351     | .395     | .746  |

- 2024年度シーズン終了時
- 各年度の太字はリーグ最高

### 年度別打撃成績所属リーグ内順位
| 年 度 | 年 齢 | リ ｜ グ   | 打 率 | 安 打 | 二 塁 打 | 三 塁 打 | 本 塁 打 | 打 点 | 盗 塁 | 出 塁 率 | 長 打 率 | O P S |
| ----- | ----- | ---------- | ----- | ----- | -------- | -------- | -------- | ----- | ----- | -------- | -------- | ----- |
| 2019  | 24    | セ・リーグ | -     | 5位   | -        | 1位      | -        | -     | 1位   | -        | -        | -     |
| 2020  | 25    | セ・リーグ | 9位   | 3位   | -        | 2位      | -        | -     | 1位   | -        | -        | -     |
| 2021  | 26    | セ・リーグ | 4位   | 1位   | 4位      | 3位      | -        | -     | 2位   | -        | -        | -     |
| 2022  | 27    | セ・リーグ | 6位   | 6位   | -        | 7位      | -        | -     | 1位   | -        | -        | -     |
| 2023  | 28    | セ・リーグ | 8位   | 6位   | -        | 1位      | -        | -     | 1位   | 3位      | -        | 9位   |
| 2024  | 29    | セ・リーグ | 8位   | 2位   | -        | 2位      | -        | -     | 1位   | 6位      | -        | -     |

- 太字年は規定打席到達年
- -は10位未満（打率、出塁率、長打率、OPSは規定打席未到達の場合も-と表記）

### 年度別守備成績
| 年 度 | 球 団 | 外野  | 外野  | 外野  | 外野  | 外野  | 外野     |
| 年 度 | 球 団 | 試 合 | 刺 殺 | 補 殺 | 失 策 | 併 殺 | 守 備 率 |
| ----- | ----- | ----- | ----- | ----- | ----- | ----- | -------- |
| 2019  | 阪神  | 141   | 230   | 10    | 4     | 1     | .984     |
| 2020  | 阪神  | 119   | 229   | 5     | 3     | 1     | .987     |
| 2021  | 阪神  | 140   | 264   | 4     | 1     | 1     | .996     |
| 2022  | 阪神  | 132   | 299   | 5     | 3     | 3     | .990     |
| 2023  | 阪神  | 127   | 283   | 3     | 0     | 0     | 1.000    |
| 2024  | 阪神  | 141   | 294   | 6     | 4     | 2     | .987     |
| 通算  | 通算  | 800   | 1599  | 33    | 15    | 8     | .991     |

- 2024年度シーズン終了時
- 各年度の太字はリーグ最高、赤太字はNPBにおける歴代最高
- 太字の年度はゴールデングラブ賞受賞

### タイトル
- 盗塁王：5回（2019年、2020年、2022年 - 2024年）
- 最多安打：1回（2021年）

### 表彰
野球（NPBなど）
- ベストナイン：4回（外野手部門：2021年 - 2024年）
- ゴールデングラブ賞：4回（外野手部門：2021年 - 2024年）
- セ・リーグ 連盟特別表彰：1回（新人特別賞：2019年）
- 日本シリーズMVP：1回（2023年） ※球団日本人史上初
- 若林忠志賞（第12回、2023年）
- オールスターゲーム最優秀選手賞（MVP）：1回（2019年第2戦）
- オールスターゲーム敢闘選手賞：2回（2021年第1戦、2025年第2戦）
- スピードアップ賞：1回（打者部門：2020年）
- ヤナセ・阪神タイガースMVP賞（2019年）
- サンスポMVP：2回（2020年、2021年）
- 阪神タイガースDIDアワード：1回（2022年7月）
- 橋戸賞（2018年・第89回）
- 月間MVP：1回（打者部門：2024年8月[94][124]）

その他
- 関西元気文化圏賞 ニューパワー賞（2019年）
- 淡路市政15周年記念表彰 教育文化功労部門（2020年）

### 記録

#### 初記録
- 初出場・初先発出場：2019年3月29日、対東京ヤクルトスワローズ1回戦（京セラドーム大阪）、「2番・中堅手」で先発出場
- 初打席：同上、1回裏に小川泰弘から右飛
- 初安打・初打点：同上、6回裏に小川泰弘から右中適時三塁打[125]
- 初盗塁：2019年4月2日、対読売ジャイアンツ1回戦（東京ドーム）、1回表に二盗（投手：山口俊、捕手：小林誠司）[126]
- 初本塁打：2019年4月11日、対横浜DeNAベイスターズ3回戦（阪神甲子園球場）、7回裏に国吉佑樹から右中間ソロ本塁打[127]

#### オールスターゲームにおける記録
- 出場：5回（2019年、2021年、2022年、2024年、2025年） ※2023年も選出されたが右脇腹骨折のため出場辞退[128]
- ファン投票選出：6回（2019年、2021年 - 2025年）
- 1試合5安打：2019年第2戦（阪神甲子園球場） ※ロベルト・ペタジーニ（2001年第2戦）と並び球宴タイ記録[4]
- サイクル安打：2019年第2戦（阪神甲子園球場） ※古田敦也（1992年第1戦）に次いで史上2人目[4]
- 7打席連続安打：2019年第2戦の第1打席から2021年第1戦の第2打席まで ※球宴記録[129]
- 7打数連続安打：同上 ※球宴記録[130]

#### 節目の記録
- 1000安打：2025年6月7日、対オリックス・バファローズ2回戦（阪神甲子園球場）、7回裏に宮城大弥から右線適時二塁打 ※史上323人目、阪神球団生え抜き最速記録[3]

#### その他の記録
- 新人選手シーズン159安打：2019年 ※セ・リーグ新人最多安打記録[131]
- 新人から6年間通算安打数：933 ※NPB記録（3～5年間の通算安打もNPB記録）[132][133]
- 13試合連続安打：2019年4月18日 - 5月2日 ※球団新人史上最多[134]
- 30試合連続安打：2022年5月28日 - 7月6日 ※球団史上最多タイ、歴代5位タイ[135]

### 背番号
- 5（2019年[20] - 、侍ジャパンシリーズ2022）

### 代表歴
- 2018年 - 第18回 アジア競技大会

## 出演

### テレビ番組
- スポーツ×ヒューマン「遥かなる一打を追いかけて 〜阪神タイガース・近本光司〜」（2024年1月26日、NHK BS1・NHK総合）[136]